# 诸子百家

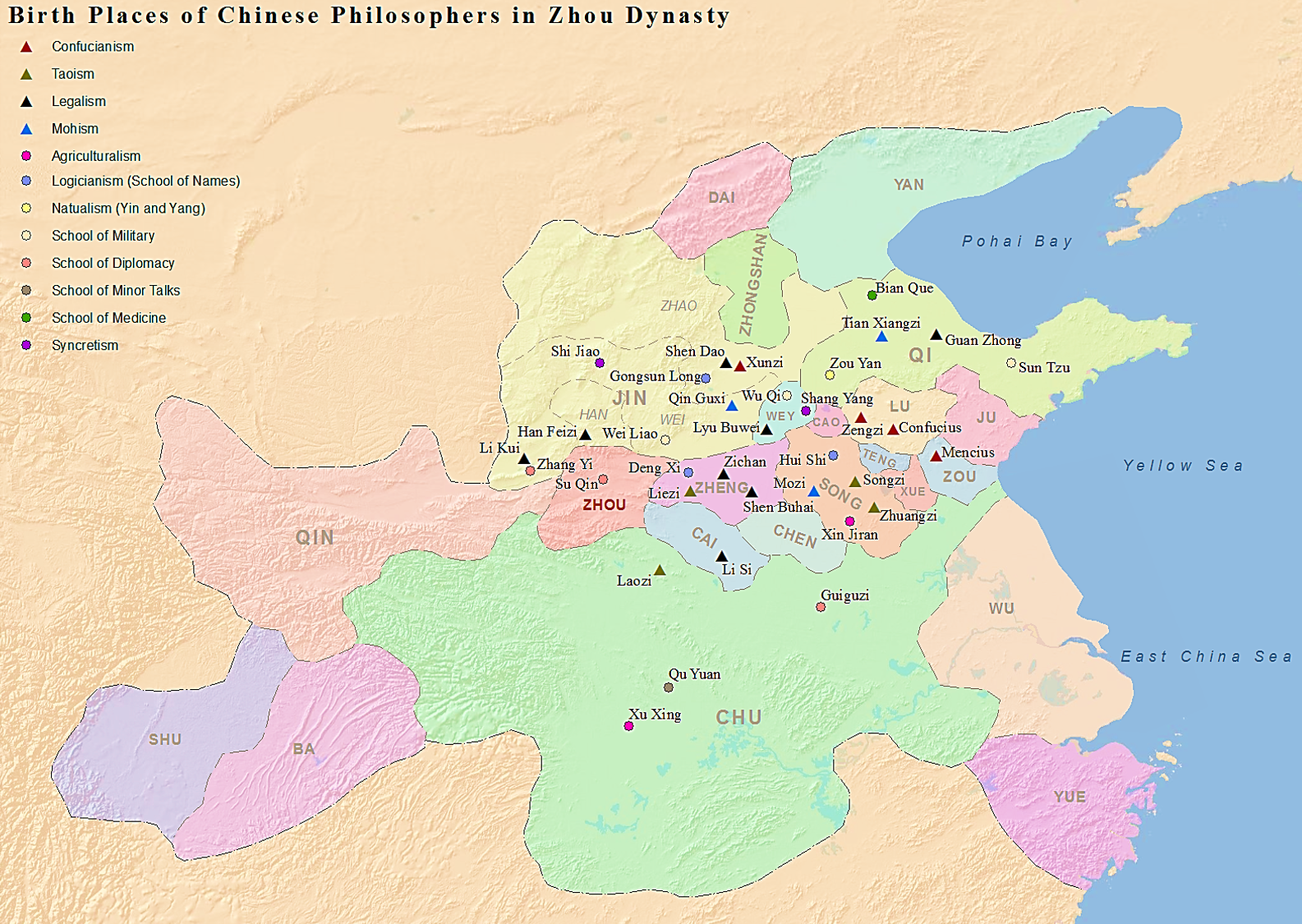
諸子百家出生地

諸子百家是後世對華夏先秦學術思想人物和派別之總稱。諸子是指中國先秦時期老子、庄子、孔子、孟子、荀子、墨子、列子、孙子、申子、韓非子、鬼谷子、告子等学术思想代表人物。春秋后期已出现颇有社会影响的道家、儒家、墨家、名家、法家、兵家、阴阳家等不同学術流派，而至战国中期，百家爭鳴，眾多学说紛呈，丰富多彩，为中華文化奠定了深厚基础。

## 沿革
班固《漢書·藝文志》認為諸子百家皆出於王官：「道家者流，蓋出於史官」；「儒家者流，蓋出於司徒之官」；「墨家者流，蓋出於清廟之守」；「法家者流，蓋出於理官」；「名家者流，蓋出於禮官」；「陰陽家者流，蓋出於羲、和之官」；「農家者流，蓋出於農稷之官」；「縱橫家者流，蓋出於行人之官」；「雜家者流，蓋出於議官」；「小說家者流，蓋出於稗官」。稱為九流十家。
春秋战国时代，王权衰落，诸侯争霸，为了壮大自己的实力，各国开放政权以延揽人才，打破了本来的贵族政治体制，使得原本几乎没有资格参与政治的庶民可以发表自己的政见并参与政治决策，又因为人口的增加，土地分配困难，社会发生剧变。这一时期有思想的知识分子，面对现实的社会问题、人生问题等，提出了解决的办法和思想。个人利害与国家之间的利害交互运用，相互影响，标新立异。各种学说、思想纷纷出现。

## 史家論述
各个流派  
- 西汉司马迁在《史记》中引述了司马谈（司马迁之父）对学术流派的见解，司马谈把先秦以来的学派总归纳为六家(論六家要旨)，即：道家、儒家、墨家、名家、法家、阴阳家。
- 东汉班固在《汉书》中则把先秦以来的学派归纳为十家(九流十家)，即：道家、儒家、墨家、名家、法家、阴阳家、纵横家、农家、杂家、小説家。
- 吕思勉认为“术数”、“方技”、“兵书”三略，亦可称为先秦诸子，可算为十二家[1]。

## 起源
1.為了救時之弊。
司馬談《論六家要旨》：「《易．大傳》：『天下一致而百慮，同歸而殊塗。』夫陰陽﹑儒﹑墨﹑名﹑法﹑道德，此務為治者也，直所從言之異路，有省不省耳。」
2.源流出自於王官。
《漢書．藝文志》：「諸子十家，其可觀者九家而已。皆起於王道既微，諸侯力政，時君世主，好惡殊方，是以九家之術蠭出並作，各引一端，崇其所善，以此馳說，取合諸侯。其言雖殊，辟猶水火，相滅亦相生也。仁之與義，敬之與和，相反而皆相成也。
《易》曰：『天下同歸而殊塗，一致而百慮。』今異家者各推所長，窮知究慮，以明其指，雖有蔽短，合其要歸，亦六經之支與流裔。使其人遭明王聖主，得其所折中，皆股肱之材已。」

## 價值
1.呂思勉《經子解題．讀諸子之法》：「讀諸子者，固不為研習文辭。然諸子之文，各有其面貌性情，彼此不能相假，亦實為中國文學，立極於前。留心文學者，於此加以鑽研，固勝徒讀集部之書者甚遠。」
又曰：「以今語言之，則諸子以文，可謂『個性』最顯著者；欲治文學者，誠不可不加之意也。」
2.《漢書．藝文志》：「仲尼有言：「禮失而求諸野。」方今去聖久遠，道術缺廢，無所更索，彼九家者，不猶瘉於野乎？若能修六藝之術，而觀此九家之言，舍短取長，則可以通萬方之略矣。」

## 流派
| 道家   | 老子、莊子、列禦寇                               | 《老子》、《莊子》、《黃帝四經》、《淮南子》、《列子》                                     |  |  |
| 儒家   | 孔子、孟子、荀子、曾子、子思、子夏               | 《論語》、《孟子》、《荀子》、《孝經》、《中庸》、《大學》、《禮記》、《春秋》、《左傳》等 |  |  |
| 墨家   | 墨子、禽滑釐、孟勝、田襄子                       | 《墨子》、《墨子閒詁》、《田俅子》、《我子》、《隨巢子》、《胡非子》                       |  |  |
| 名家   | 鄧析、惠施、公孫龍、尹文 、宋鈃                  | 《鄧析子》、《公孫龍子》、《尹文子》、《惠子》、《黃公》、《毛公》、《成公生》             |  |  |
| 法家   | 管仲、子產、韓非、商鞅、慎到、李斯、申不害、李悝 | 《商君書》、《韓非子》 、《法經》、《管子》、《申子》、《李子》、《慎子》                  |  |  |
| 陰陽家 | 鄒衍                                             | 《漢書‧藝文志》著錄「陰陽家二十一家，三百六十九篇」，現代都已失傳。                        |  |  |
| 縱橫家 | 鬼谷子、張儀、蘇秦                               | 《捭闔策》《戰國策》                                                                       |  |  |
| 医家   | 扁鵲、岐伯 、淳于意                              | 《黃帝內經》、《難經》、《神農本草經》、《傷寒雜病論》                                     |  |  |
| 兵家   | 孫武、孫臏、吳起、尉繚                           | 《孫子兵法》、《孫臏兵法》、《吳起兵法》、《尉繚子》                                       |  |  |
| 雜家   | 呂不韋、劉安、尸佼                               | 《呂氏春秋》、《淮南子》、《尸子》                                                         |  |  |
| 農家   | 許行、計然                                       | 《神農》、《黔老》                                                                         |  |  |
| 小说家 | 虞初、屈原、字玉                                 | 《虞初志》、《離騷》、《九辯》、《神女》、《高唐》                                         |  |  |
| 方技家 | 岐伯 、淳于意                                    |                                                                                            |  |  |

## 影响
基本上形成了中国的传统文化体系，这是中国历史上第一次大规模的思想解放运动，有力地推动了中国历史的发展。是中国学术文化思想发展史上的重要里程碑阶段，奠定了中国思想文化发展的基础。各家之间互相辩驳，又互相影响，互相取长补短，有力地促进了思想文化的发展。

## 延伸阅读
[在维基数据编辑]
 《欽定古今圖書集成·理學彙編·經籍典·諸子部》，出自陈梦雷《古今圖書集成》

## 外部連結
- 曹峰：〈回到诸子：无法之法（页面存档备份，存于）〉。
- 白彤东：〈作为现代政治哲学的先秦思想（页面存档备份，存于）〉。
- 梅约翰：〈诸子学与论理学：中国哲学建构的基石与尺度（页面存档备份，存于）〉。
- 何炳棣：〈從《莊子•天下》篇首解析先秦思想中的基本關懷〉。
- 諸子百家各學派的著作Archive-It的存檔，存档日期2015-09-24（繁體中文）
- 國立中山大學：諸子百家（繁體中文）
- 中国文化大学《中華百科全書》：先秦諸子（页面存档备份，存于）（繁體中文）
- 中華文化：先秦諸子（繁體中文）